# عبدالقادر کرایچی
عبدالقادر کرایچی (انگلیسی: Abdelkader Kraichi؛ زادهٔ ۱۷ فوریهٔ ۱۹۸۹) بازیکن فوتبال اهل فرانسه است.
از باشگاه‌هایی که در آن بازی کرده‌است می‌توان به باشگاه فوتبال نیم المپیک و باشگاه فوتبال المپیک مارسی اشاره کرد.